# Abeurada de calç
L'abeurada de calç o lletada de calç és una barreja de calç amb molta aigua. Els paletes la fan servir per a emblanquinar parets, unir o rejuntar peces de revestiment en una paret o en un paviment. Aquesta tasca s'anomena "passar abeurada" i és el darrer pas en la col·locació de rajoles, taulellets o tessel·les en un paviment o sobre una paret.